# Zero kara hajimeru mahō no sho
Zero kara hajimeru mahō no sho (ゼロから始める魔法の書? lett. "Il libro di magia da cominciare da zero") è una serie di light novel scritta da Kakeru Kobashiri e illustrata da Yoshinori Shizuma, edita da ASCII Media Works, sotto l'etichetta Dengeki Bunko, tra l'8 febbraio 2014 e il 9 dicembre 2017. Due adattamenti manga hanno avuto inizio rispettivamente dal 27 dicembre 2014 e al 27 giugno 2017, mentre un adattamento anime, prodotto da White Fox, è stato trasmesso in Giappone tra il 10 aprile e il 26 giugno 2017.

## Personaggi
Zero (ゼロ?)
Doppiata da: Yumiri Hanamori
Mercenario (傭兵?, Yōhei)
Doppiato da: Tsuyoshi Koyama
Albus (アルバス?, Arubasu)
Doppiato da: Yō Taichi

## Media

### Light novel
La serie di light novel, scritta da Kakeru Kobashiri con le illustrazioni di Yoshinori Shizuma, è stata pubblicata in undici volumi da ASCII Media Works, sotto l'etichetta Dengeki Bunko, tra l'8 febbraio 2014 e il 9 dicembre 2017.
| Nº | Titolo italiano (traduzione letterale)                | Data di prima pubblicazione             | Data di prima pubblicazione |
| Nº | Titolo italiano (traduzione letterale)                | Giapponese                              |                             |
| 1  | —                                                     | 8 febbraio 2014 ISBN 978-4-04-866312-0  |                             |
| 2  | 「アクディオスの聖女〈上〉」 - Akudiosu no seijo (jō) | 8 novembre 2014 ISBN 978-4-04-866649-7  |                             |
| 3  | 「アクディオスの聖女〈下〉」 - Akudiosu no seijo (ge) | 10 febbraio 2015 ISBN 978-4-04-869256-4 |                             |
| 4  | 「黒竜島の魔姫」 - Kokuryū-tō no maki                 | 8 agosto 2015 ISBN 978-4-04-865306-0    |                             |
| 5  | 「楽園の墓守」 - Rakuen no hakamori                   | 10 dicembre 2015 ISBN 978-4-04-865565-1 |                             |
| 6  | 「詠月の魔女〈上〉」 - Yomitsuki no majo (jō)         | 9 aprile 2016 ISBN 978-4-04-865913-0    |                             |
| 7  | 「詠月の魔女〈下〉」 - Yomitsuki no majo (ge)         | 10 agosto 2016 ISBN 978-4-04-892276-0   |                             |
| 8  | 「禁書館の司書」 - Kinshokan no shisho                | 10 dicembre 2016 ISBN 978-4-04-892539-6 |                             |
| 9  | 「ゼロの傭兵〈上〉」 - Zero no yōhei (jō)             | 8 aprile 2017 ISBN 978-4-04-892824-3    |                             |
| 10 | 「ゼロの傭兵〈下〉」 - Zero no yōhei (ge)             | 10 agosto 2017 ISBN 978-4-04-893274-5   |                             |
| 11 | 「獣と魔女の村づくり」 - Kemono to majo no murazukuri | 9 dicembre 2017 ISBN 978-4-04-893521-0  |                             |

### Manga
Un adattamento manga di Takashi Iwasaki è stato serializzato sulla rivista Dengeki Maoh di ASCII Media Works dal 27 dicembre 2014 al 27 giugno 2017. I vari capitoli sono stati raccolti in sei volumi tankōbon, pubblicati tra il 9 maggio 2015 e il 27 giugno 2017.
| Nº | Data di prima pubblicazione | Data di prima pubblicazione | Data di prima pubblicazione |
| Nº | Giapponese                  | Giapponese                  |                             |
| -- | --------------------------- | --------------------------- | --------------------------- |
| 1  | 9 maggio 2015               | ISBN 978-4-04-865235-3      |                             |
| 2  | 10 ottobre 2015             | ISBN 978-4-04-865433-3      |                             |
| 3  | 10 marzo 2016               | ISBN 978-4-04-865849-2      |                             |
| 4  | 10 ottobre 2016             | ISBN 978-4-04-892271-5      |                             |
| 5  | 10 gennaio 2017             | ISBN 978-4-04-892618-8      |                             |
| 6  | 27 giugno 2017              | ISBN 978-4-04-892975-2      |                             |

Un secondo adattamento manga di Yasutake, intitolato Zero kara hajimeru mahō no sho na no! (ゼロから始める魔法の書 なの！? lett. "È il libro di magia da cominciare da zero!"), ha iniziato la serializzazione sempre sul Dengeki Maoh il 27 ottobre 2015. Due volumi tankōbon sono stati pubblicati rispettivamente l'8 ottobre 2016 e il 27 marzo 2017.
| Nº | Data di prima pubblicazione | Data di prima pubblicazione | Data di prima pubblicazione |
| Nº | Giapponese                  | Giapponese                  |                             |
| -- | --------------------------- | --------------------------- | --------------------------- |
| 1  | 8 ottobre 2016              | ISBN 978-4-04-865941-3      |                             |
| 2  | 27 marzo 2017               | ISBN 978-4-04-892786-4      |                             |

### Anime
Annunciato il 2 ottobre 2016 da Kadokawa al festival autunnale di Dengeki Bunko, un adattamento anime di dodici episodi, prodotto da Infinite e diretto da Tetsuo Hirakawa presso lo studio White Fox, è andato in onda dal 10 aprile al 26 giugno 2017. Le sigle di apertura e chiusura sono rispettivamente Hakken-sha wa watashi (発見者はワタシ?) di Tapimiru e Hajimari no shirushi (はじまりのしるし?) di Chima. Negli Stati Uniti i diritti sono stati acquistati da Sentai Filmworks per la piattaforma di Amazon Anime Strike.

#### Episodi
| Nº | Titolo italiano (traduzione letterale) Giapponese 「Kanji」 - Rōmaji                                | In onda        | In onda |
| Nº | Titolo italiano (traduzione letterale) Giapponese 「Kanji」 - Rōmaji                                | Giapponese     |         |
| 1  | La strega e la bestia impura 「魔女と獣堕ち」 - Majo to kemono ochi                                 | 10 aprile 2017 |         |
| 2  | Caccia alle streghe 「魔女狩り」 - Majogari                                                         | 17 aprile 2017 |         |
| 3  | Duello 「決闘」 - Kettō                                                                             | 24 aprile 2017 |         |
| 4  | Lungo la via per Latette 「ラテットへの道中」 - Ratetto e no dōchū                                  | 1º maggio 2017 |         |
| 5  | La setta di stregoneria di Zero 「ゼロの魔術師団」 - Zero no majutsu shidan                         | 8 maggio 2017  |         |
| 6  | Tredici 「十三番」 - Jūsanban                                                                       | 15 maggio 2017 |         |
| 7  | La capitale imperiale Plasta 「王都プラスタ」 - Ōto Purasuta                                        | 22 maggio 2017 |         |
| 8  | La nipote di Sorena 「ソーレナの孫娘」 - Sōrena no magomusume                                       | 29 maggio 2017 |         |
| 9  | Ricongiungimento 「再会」 - Saikai                                                                  | 5 giugno 2017  |         |
| 10 | Verità svelata 「明かされた真相」 - Akasareta shinsō                                                | 12 giugno 2017 |         |
| 11 | La strega e lo stregone 「魔女と魔術師」 - Majo to majutsu shi                                      | 19 giugno 2017 |         |
| 12 | Il libro di magia da cominciare da zero 「ゼロから始める魔法の書」 - Zero kara hajimeru mahō no sho | 26 giugno 2017 |         |

## Accoglienza
La serie è stata premiata col Grand Prize al ventesimo Premio Dengeki Novel nel 2013.